# Caixa Guissona
Caixa Guissona és una societat cooperativa de crèdit amb seu social a Guissona, fundada l'any 1963 i forma part del grup empresarial bonÀrea Agrupa. L'entitat compta amb 4 oficines a Barcelona, Guissona, Lleida, Reus i, pròximament, 1 a Manresa.
En l'exercici 2023, Caixa Guissona va guanyar 11,9 milions d'euros, doblant els beneficis sobre el 2022, i un 12,89% la xifra de negoci fins a 1.849,49 milions. També va ampliar la base sumant 10.992 usuaris, arribant així a la xifra de 85.000 clients, entre particulars, pimes i comunitats de propietaris.